# Wilhelm Girtanner
Wilhelm Girtanner (* 17. Juli 1823 in Schnepfenthal, Thüringen; † 28. Juli 1861 in Kiel) war ein  deutscher Rechtswissenschaftler.

## Leben
Wilhelm Girtanner studierte 1841–1843 in Bonn und Jena Philosophie und Philologie, wandte sich dann der Rechtswissenschaft zu und besuchte von 1844 bis 1847 die Universitäten Berlin, Rostock und Heidelberg. Während seines Studiums in Jena wurde er im Wintersemester 1842/43 Mitglied der Burschenschaft Arminia auf dem Burgkeller.
Nachdem er 1848 in Gotha das juristische Staatsexamen bestanden hatte, habilitierte er sich noch in demselben Jahr in Jena als Privatdozent, wurde daselbst 1850 außerordentlicher Professor, 1851 Beisitzer des Schöppenstuhls und 1853 ordentlicher Professor des römischen Rechts in Kiel. Hier starb er am 28. Juli 1861.
Seine bedeutendsten Schriften sind: Die Bürgschaft (Jena 1851); Rechtsfälle zu Puchtas Pandekten (Jena 1852; 4. Aufl. von Wilh. Langenbeck, 1869); Die Stipulation und ihr Verhältnis zum Wesen der Vertragsobligation (Kiel 1859).